# Andropogon ternarius
Andropogon ternarius  (лат.) — вид цветковых растений рода Бородачевник (Andropogon) семейства Злаки (Poaceae).

## Ботаническое описание
Многолетнее травянистое растение, формирующее кочки-кустики, максимальная высота — 1,2—1,5 м. 
Соцветие состоит из пар похожих на перья кистей, каждая из которых, в свою очередь, содержит пару колосков. Каждая пара состоит из одного фертильного колоска и одного стерильного. Фертильный колосок снабжён остью до 2,5 см длиной. Колоски покрыты очень длинными серебристыми волосками.
На Великих равнинах цветение идёт с августа по октябрь. В Северной и Южной Каролине оно происходит в сентябре и октябре, в Луизиане растение цветёт осенью.

## Распространение и местообитание
Andropogon ternarius родом с юго-востока США, где встречается к югу от Нью-Джерси до Флориды и к западу до Канзаса, Оклахомы и Техаса.
Произрастает в сосновых и дубовых лесах, а также на прериях. Доминирует в сосновой саванне вокруг границы между Техасом и Луизианой. Растёт и в искусственных местообитаниях, таких как пастбища, канавы и заброшенные пашни. Это растение часто заселяет заброшенные поля на юге США вместе со своим родственником, бородачом виргинским (Andropogon virginicus). Там, в ходе экологической сукцессии, бородачи растут после разнообразных однолетних и многолетних сорных растений, однако до того, как на этом месте появятся сосны, затеняющие их.

## Экология
В зарослях Andropogon ternarius гнездится виргинская американская куропатка (Colinus virginianus).

## Хозяйственное значение и применение
Является пастбищной травой, подходит для выпаса коров.

## Синонимика
- Anatherum argyreum (Schult.) Roberty
- Andropogon argenteus Elliott, nom. illeg.
- Andropogon argyreus Schult.
- Andropogon argyreus var. macra Scribn.
- Andropogon argyreus var. tenuis Vasey
- Andropogon belvisii Desv.
- Andropogon cabanisii Hack.
- Andropogon elliottii var. glaucescens Scribn.
- Andropogon mississippiensis Scribn. & C.R.Ball
- Andropogon muehlenbergianus Schult.
- Andropogon scribnerianus Nash
- Andropogon ternarius var. cabanisii (Hack.) Fernald & Griscom
- Andropogon ternarius var. glaucescens (Scribn.) Fernald & Griscom
- Andropogon ternarius var. ternarius
- Sorghum argenteum (Elliott) Kuntze
- Sorghum cabanisii (Hack.) Kuntze
- Sorghum elliottii (Chapm.) Kuntze[4]